# Joan Kelly Horn
Joan Kelly Horn (Saint Louis, 18 ottobre 1936) è una politica statunitense, membro della Camera dei Rappresentanti per lo stato del Missouri dal 1991 al 1993.

## Biografia
La Horn, candidata democratica senza alcuna esperienza politica, sconfisse di misura il deputato repubblicano in carica Jack Buechner nelle elezioni del 1990.
La vittoria della donna fu abbastanza sorprendente per molti dei politici del Missouri, poiché il distretto da lei rappresentato era piuttosto favorevole ai repubblicani. Pochi mesi prima la mappa che definiva i confini dei vari distretti dello Stato era stata ridisegnata, al fine di renderla più favorevole agli altri due componenti democratici della delegazione congressuale, Bill Clay e Dick Gephardt.
In vista delle elezioni successive la Horn chiese un nuovo ridefinimento dei distretti, ma non lo ottenne e alla fine venne sconfitta per poco dal repubblicano Jim Talent. Nel 1996 tentò di riprendersi il suo seggio alla Camera dei Rappresentanti durante un nuovo scontro con Talent, ma questa volta fu battuta con ampio margine.